# Рожнятівська волость
Рожнятівська волость — історична адміністративно-територіальна одиниця Ямпільського повіту Подільської губернії з центром у селі Рожнятівка.
Станом на 1885 рік складалася з 13 поселень, 12 сільських громад. Населення — 10 946 осіб (5312 чоловічої статі та 5634 — жіночої), 1953 дворових господарства.
|                     | Площа, десятин | У тому числі орної, дес. |
| ------------------- | -------------- | ------------------------ |
| Сільських громад    | 11121          | 6723                     |
| Приватної власності | 9440           | 7030                     |
| Іншої власності     | 455            | 331                      |
| Загалом             | 21016          | 14084                    |

Основні поселення волості:
- Рожнятівка — колишнє власницьке село при річці Мурафа за 35 верст від повітового міста, 1676 осіб, 290 дворових господарств, православна церква, постоялий будинок. За 5 верст — цегельний завод.
- Антонівка — колишнє власницьке село при річці Русава, 1788 осіб, 402 дворових господарства, православна церква, 2 постоялих будинки, водяний млин.
- Голинчинці — колишнє власницьке село при річці Мурафа, 993 особи, 189 дворових господарств, православна церква, постоялий будинок.
- Джурин — колишнє власницьке містечко при безіменний річці, 1999 осіб, 303 дворових господарства, 2 православні церкви, 4 постоялі двори, 6 постоялих будинків, 19 лавок, винокурний і бурякоцукровий заводи, базари по п'ятницях.
- Калитина — колишнє власницьке село при річці Мурафа, 914 осіб, 175 дворових господарств, православна церква, постоялий будинок, водяний млин.
- Покутине — колишнє власницьке село при річці Мурафа, 597 осіб, 131 дворових господарств, православна церква, постоялий будинок.
- Хоменки — колишнє власницьке село при річці Мурафа, 558 осіб, 110 дворових господарств, постоялий будинок.
- Садківці — колишнє власницьке село при річці Мурафа, 675 осіб, 135 дворових господарств, православна церква, постоялий будинок, водяний млин.
- Сапіжанка — колишнє власницьке село, 599 осіб, 120 дворових господарств, православна церква, постоялий будинок, паровий млин.

Старшинами волості були:
- 1904 року — Федір Іванович Безсмертний[2];